# Niegrzebia
Niegrzebia (niem. Negrepp) – wieś sołecka w Polsce położona w województwie zachodniopomorskim, w powiecie łobeskim, w gminie Łobez. Według danych z 29 września 2014 r. wieś miała mieszkańców 104 mieszkających w 25 domach.

## Historia
W latach 1818–1945 miejscowość administracyjnie należała do Landkreis Regenwalde (Powiat Resko) z siedzibą do roku 1860 w Resku, a następnie w Łobzie. W roku 1905 miejscowość liczyła 92 mieszkańców.
W czasie II wojny światowej Niemcy utworzyli we wsi podobóz pracy przymusowej obozu jenieckiego Stalag II D.
W latach 1975–1998 miejscowość administracyjnie należała do województwa szczecińskiego.